# Radio AM

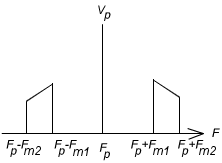
Espectro de frecuencia de la emisión de radio AM

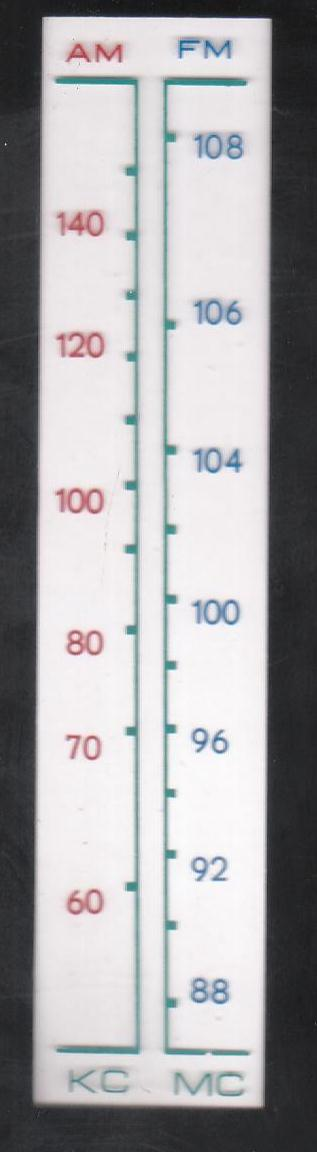
Dial de un radio antiguo en el cual la amplitud modulada ("AM") se mide en kilociclos (KC) en vez de kilohercios.

La radio AM es un medio de radiocomunicación que se transmite con amplitud modulada (AM). El término también se refiere al receptor que permite escuchar las emisiones.
La radio AM ofrece más cobertura que la radio FM aunque con ancho de banda más reducido. Se usa sobre todo en la banda de 153 kHz a 30 MHz e incluye las bandas:
- Onda larga (153 kHz a 281 kHz).
- Onda media (520 kHz a 1710 kHz).
- Onda corta (1705 kHz a 30 MHz).

## Modulación de amplitud

### Ancho de banda
La amplitud modulada es el cambio de amplitud de una señal eléctrica de alta frecuencia (HF) modulada por una señal eléctrica de baja frecuencia (BF), como resultado se obtiene: la frecuencia portadora de RF más las dos bandas laterales (superior e inferior) que llevan la información de audio.
Así, en la transmisión de una señal de audio de 2 kHz modulando una portadora de 765 kHz (Transmisor Sottens de onda media, por ejemplo), habrá como componentes de la señal:
- I: Banda lateral inferior LSB, (portadora - señal de modulación) / Frecuencia: 765-2 = 763 kHz;
- P: Portadora / Frecuencia 765 kHz;
- S: Banda lateral superior USB, (portadora + señal de modulación) / frecuencia: 765 + 2 = 767 kHz;
- IiPss: Forma de la señal en un analizador de espectro.

### Potencia
Cuando una portadora se modula en amplitud, la potencia de salida aumenta.
{\displaystyle P_{tot}=P_{port}(1+{\frac {k^{2}}{2}})}
donde k es la tasa media de modulación (0 < k <1).
Un transmisor de 100 vatios (potencia de la portadora) emitirá por lo tanto una potencia máxima de 150 W para k = 1:
- La portadora de 100 W;
- La banda lateral inferior 25 W;
- La banda lateral superior 25 W.

En funcionamiento normal, la tasa media de modulación es relativamente baja. Esto es debido a la naturaleza del sonido (voz, música), cuyo nivel promedio es bajo en comparación con el nivel máximo.

## Estructura de un receptor de radio-AM
a) Recepción y filtrado

Esquema de Radio AM

- Antena: La recepción está asegurada por una antena, es decir, por un cable con una longitud de 1 metro. La señal recibida es compleja debido a que hay mucha radiación electromagnética que se propaga en el espacio: es una mezcla de señales moduladas de los distintos emisores existentes.

- Dipolo paralelo: Una antena receptora es sensible a muchos programas de radio existentes. Por tanto, es necesario filtrar las señales recibidas, para seleccionar la portadora correspondiente al transmisor deseado. Para eliminar el ruido y mejorar la recepción se inserta en la bobina un núcleo de ferrita en forma de vara, que tiene una gran permeabilidad magnética y que por lo tanto concentra el campo magnético. La señal recibida será entonces, la tensión de entrada multiplicada por 8.

También es posible captar esta señal, utilizando un amplificador de audio (TDA2002 es suficiente) de 8 W, conectando una antena de 20 metros a la entrada positiva, y una conexión a tierra por la entrada negativa. Puede ser alimentado idealmente por 9 voltios. Se puede agregar un condensador variable de unos 6o pf para permitir la selección del canal.
b) Preamplificación
El voltaje a través del dipolo LC, que aparece en bornes de la antena es muy pequeño (decenas de milivoltios), por ello es necesario amplificar esa tensión. La amplificación se lleva a cabo utilizando un circuito amplificador no inversor compuesto por un amplificador operacional y dos resistencias, el valor se elige de acuerdo con el factor de amplificación deseado.
c) Demodulación
La demodulación de amplitud es la etapa de reconstitución de la señal de modulación de la onda modulada. He aquí un ejemplo.
Se lleva a cabo en dos etapas:
- Detección de envolvente: Este es un simple circuito rectificador de alternancia: los bloques de diodos la mitad negativa. La tensión recogida en bornes del conductor resistivo es una tensión modulada rectificada.
- La eliminación del componente DC por filtrado: La operación consiste en añadir un condensador de paso entre el conductor resistivo del conjunto rectificador.

d) Amplificación y emisión sonora
Esta parte del conjunto amplifica la señal demodulada para que sea audible a través de un altavoz.

## Radio AM contra la Radio FM

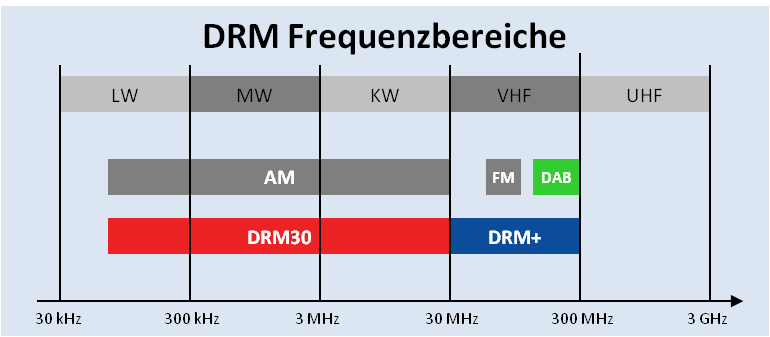
Bandas

La radio con amplitud modulada podría permitir una calidad de recepción similar a la radio con frecuencia modulada, incluso en estéreo, es el caso por ejemplo de la sub-portadora de sonido de televisión modulada en AM (antigua norma en Francia). Hay que recordar que la señal de vídeo está modulada en AM (con banda vestigial) en todas las normas de TV analógica.
Sin embargo, en la radiodifusión, la anchura del espectro de la señal modulada es el doble de la frecuencia más alta presente en la señal de modulación, el ancho de banda de la señal de audio de 4,5 kHz o menos. La calidad de las emisiones de radio AM en muchos estándares "hi" es vis-à-vis al ancho de banda. Además la radio AM se escucha a distancias donde las distorsiones de propagación son importantes, lo cual también degrada la calidad.
Estos defectos se eliminan en la radio FM: es suficiente asignar a cada canal un ancho de banda de 150 kHz en ondas métricas y las emisiones se escuchan en difusión directa.
A diferencia de la FM, la Radio AM ocupa solo un espectro limitado al doble de la frecuencia máxima presente en la señal transmitida. La calidad de la recepción de los programas es posible distancias de hasta 1000  km en onda media, y permite difundir la información más allá del océano en bandas de alta frecuencia (HF) (1 a 30 MHz) gracias a la peculiaridad de la propagación de las ondas con  reflexión en las capas ionizadas de la atmósfera.

## Sistema de señalización AM (AMSS)
En el salón NAB2006 se presentó un sistema de señalización por canal abierto de Radio AM llamado AMSS (AM Signalling System). Este canal cuenta con un sintonizador de radio AM con todas las frecuencias posibles alternativas. En el canal DRM la frecuencia cambia automáticamente al mejor canal sintonizable.